# Convento di San Domenico (Fiesole)
Il convento di San Domenico è un convento dell'Ordine domenicano situato della località omonima nel comune di Fiesole.

## Storia

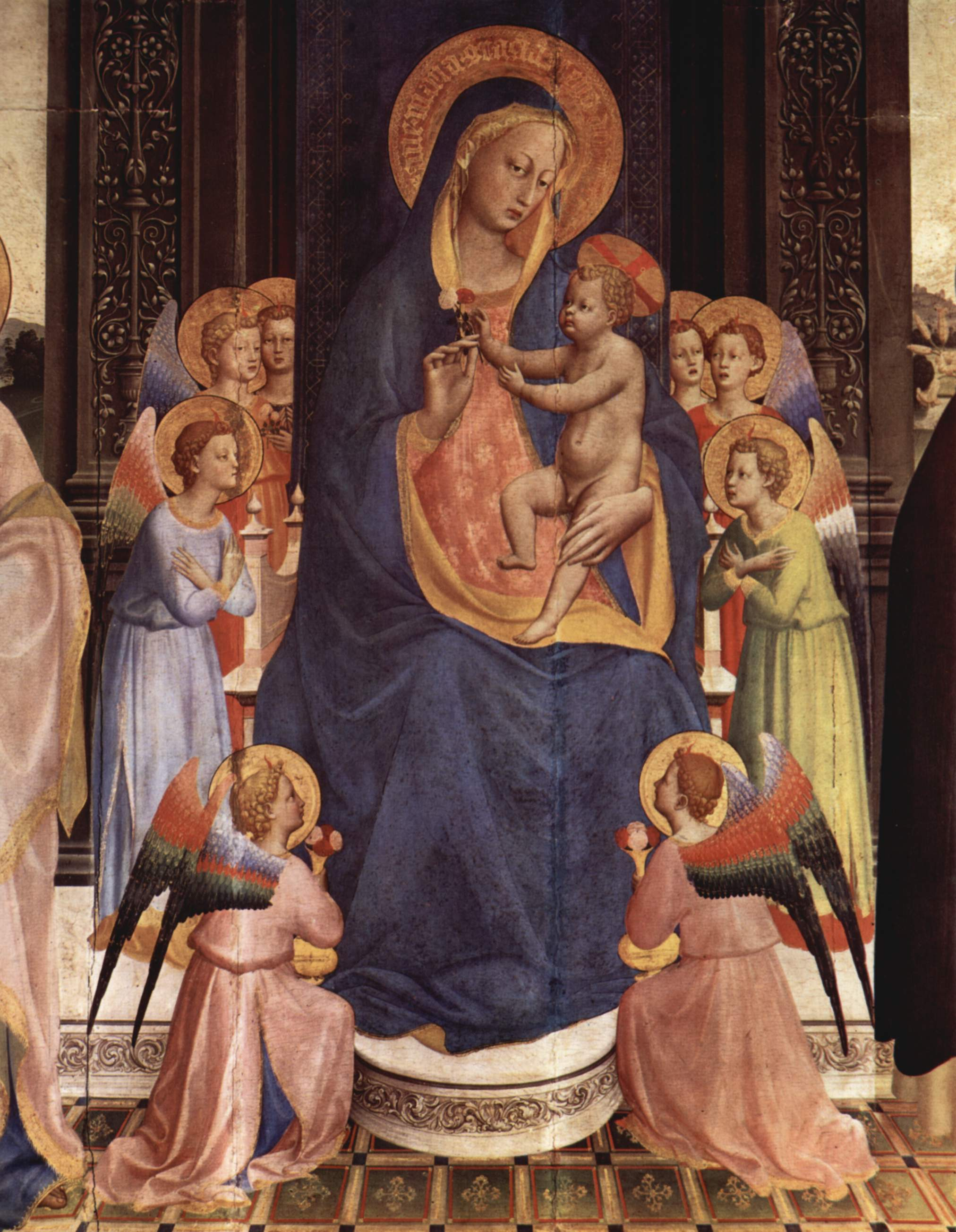
Maestà di Beato Angelico

Situato a metà strada tra Fiesole e Firenze, il cenobio domenicano fu fondato nel 1406 su iniziativa di Giovanni Dominici e del vescovo di Fiesole Jacopo Altoviti, i quali entrambi erano frati di Santa Maria Novella. I lavori di edificazione, interrotti nel 1409, furono ripresi nel 1418 grazie alla munificenza di Barnaba degli Agli e la chiesa fu consacrata nel 1435, molto più piccola dell'attuale. Quello di Fiesole fu quindi il secondo convento domenicano dell'area fiorentina, prima dell'edificazione del convento di San Marco di Firenze, dove i frati si trasferirono verso la metà del Quattrocento. Chiamato anche "il Conventino" (rispetto alla grandezza degli ambienti di Santa Maria Novella), fu un importante centro di formazione per i giovani frati, il più importante dei quali fu Antonino Pierozzi, poi arcivescovo di Firenze e santo. Vi visse anche Beato Angelico, il quale dipinse per il convento e per la chiesa affreschi e tre tavole disperse all'epoca delle soppressioni napoleoniche ed oggi in diversi musei stranieri, delle quali rimane ancora in chiesa la pala dell'altare maggiore della chiesa, anche se spostata in una differente collocazione. Le altre due tavole, l’Annunciazione oggi al Prado, databile intorno al 1425-26, e l’Incoronazione della Vergine, oggi al museo del Louvre a Parigi, prossima alla consacrazione della chiesa nel 1435, erano collocate rispettivamente a destra e a sinistra dell'ingresso al coro dei frati. 
La chiesa fu ampliata a partire dal 1488 con la costruzione delle prime due cappelle sul lato sinistro, di patronato Gaddi, e proseguita nei decenni successivi, fino al 1592. Nel 1685 fu completata la volta che copre la navata.
Con la soppressione napoleonica avvenuta nel 1810 e la vendita a Carlotta Barbolani di Montauto per il convento iniziò un periodo difficile, non solo per il patrimonio artistico. Dopo un primo ritorno di pochi frati nel 1817, e una nuova soppressione del 1866, solo nel 1879 i domenicani riuscirono a tornare definitivamente ricomprando il convento dalle famiglie Capponi e Martelli.
Arnold Boecklin trascorse gli ultimi anni della sua vita nelle vicinanze del monastero.

## Descrizione

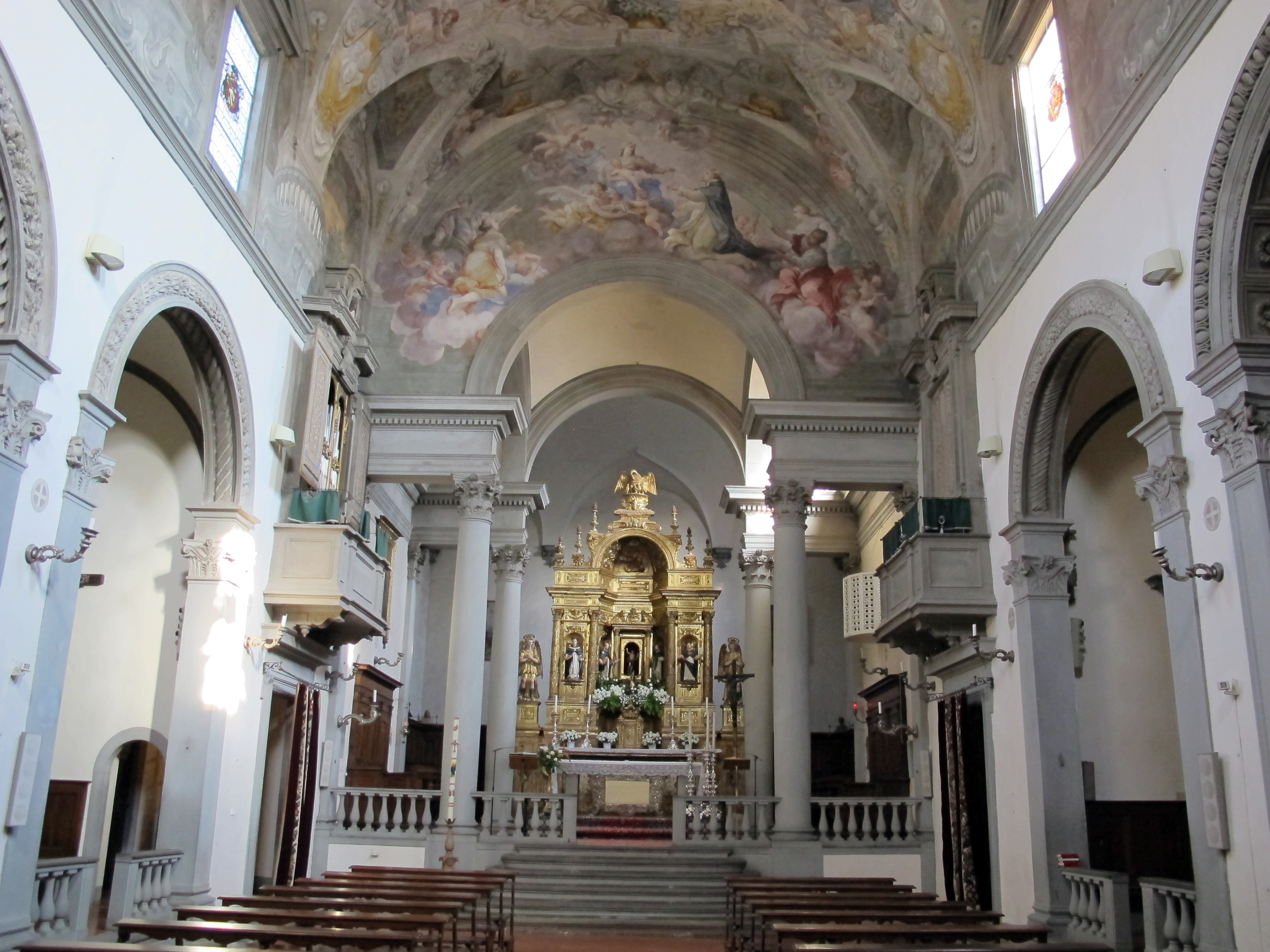
Interno

La chiesa presenta una semplice facciata, davanti alla quale è il portico realizzato nel 1635 da Andrea Balatri, architetto molto utilizzato nella fabbrica domenicana, e finanziato da Alessandro e Antonio di Vitale de' Medici, ebrei convertiti protetti dai Medici che poterono, per loro concessione, avere uno stemma identico. Il campanile, dello stesso Balatri, era stato costruito tra 1611 e 1613.
L'interno è a navata unica, con cappelle laterali di struttura tardoquattrocentesca realizzate a partire dal 1488 (ma l'ultima fu edificata nel 1592) che affacciano sulla navata con archi decorati con rilievi classicheggianti. La volta terminata nel 1685 venne affrescata nel 1705 da Matteo Bonechi con la Gloria di San Domenico, coadiuvato da Rinaldo Botti e Lorenzo del Moro per le quadrature e gli ornati. L'arco trionfale fu decorato dagli stessi pittori con la raffigurazione al centro di San Domenico che riceve il Rosario dalla Madonna.
In controfacciata, in basso a sinistra, è la lapide che ricorda Angelo Cattani da Diacceto, frate domenicano poi divenuto vescovo di Fiesole nel 1566. L'altra, a destra, ricorda invece Fra' Bernardo di Simone del Nero, nipote di papa Leone XI. In alto sono il San Francesco in preghiera di Cristofano Allori, il San Domenico di Giovanni Montini, ai lati della Madonna che intercede presso Gesù di Pier Dandini.
La prima cappella destra, di San Domenico, del 1490-95 circa e costruita da Melchiorre Dazzi, presenta all'altare un Crocifisso ligneo del XIV secolo proveniente dalla Badia Fiesolana, e sulla parete sinistra una tavola con il Crocifisso tra la Vergine e San Girolamo, assegnata a Jacopo del Sellaio in deposito dalle Gallerie fiorentine. 
La seconda cappella, costruita nel 1493, fu voluta da Cornelia di Giovanni Martini già nel 1488, per la quale commissionò a Perugino la tavola con Madonna col Bambino in trono tra i santi Giovanni Battista e Sebastiano, oggi agli Uffizi, acquisito nel 1786 dal Granduca Pietro Leopoldo, di cui alla parete sinistra si vede una copia dell'inizio dell'Ottocento dipinta da Garibaldo Ceccarelli. Nello stesso 1786 il dipinto del Perugino fu sostituito dalla tavola con il Battesimo di Cristo di Lorenzo di Credi alla parete destra, realizzata in origine per la chiesa della Compagnia di San Giovanni Battista detto lo Scalzo tra 1490 e 1495 circa e fortemente ispirata allo stesso soggetto dipinto da Verrocchio e Leonardo. All'altare maggiore è invece l'ottocentesca Madonna del Rosario di Lorenzo Gelati con una cornice seicentesca forse realizzata per l'Incoronazione della Vergine di Beato Angelico. 
La terza cappella, realizzata più tardi, tra 1588 e 1592 dal genovese fra Cipriano da Brignole e dalla sua famiglia che aveva commissionato per essa un Miracolo di Sant'Antonino di Giovan Battista Paggi, rubato nel 1850. La cornice con gli stemmi della famiglia genovese ospita oggi il Sant'Antonino giovinetto presentato a Giovanni Dominici di Fabrizio Boschi, del 1615-17 circa.
In fondo alla navata un'elegante serliana introduce al presbiterio, aggiunto nel 1606 da Giovanni Caccini, in sostituzione di quello quattrocentesco, separato dal coro retrostante da una seconda serliana. Sopra l'altare maggiore campeggia il grande e monumentale Tabernacolo in legno dorato realizzato da Andrea Balatri tra 1611 e 1617, arricchito dalle statue di santi domenicani.
Le cappelle a sinistra sono state tutte finanziate dalla famiglia Gaddi. La terza cappella, la più vicina al presbiterio, dedicata all'Annunziata, ospitava l'Annunciazione di Beato Angelico oggi al Prado, venduta già nel 1611 al duca Mario Farnese. Poco dopo prese il posto di essa l'Annunciazione di Jacopo Chimenti detto l'Empoli, datata 1615 sul libro aperto accanto alla Vergine. Sulla parete destra è un Crocifisso ligneo di Antonio da Sangallo il Vecchio, probabilmente degli ultimi anni del Quattrocento e proveniente dall'Oratorio della Santissima Annunziata di via della Chiesa a Firenze. Alla parete sinistra è invece la tela di Francesco Conti raffigurante Sant'Antonino che risuscita un bambino della famiglia da Filicaia, già nella cappella Da Filicaia in San Pier Maggiore e donata nel 1930.
La seconda cappella fu completata nel 1559 da Niccolò Gaddi, nobiluomo vicino a Cosimo I e grande collezionista, che volle collocare all'altare l'Adorazione dei Magi di Giovanni Antonio Sogliani, già voluta in tale collocazione dal padre Sinibaldo ed iniziata dal pittore nel 1515. L'opera, ancora nella sua cornice originale tardo cinquecentesca e forse lasciata incompiuta, sarebbe stata poi finita dal giovane Santi di Tito, a cui potrebbero spettare i ritratti di personaggi della famiglia Gaddi ai lati. 
La prima cappella, eretta da Taddeo di Angelo Gaddi, dedicata all'Incoronata, ospitava l'Incoronazione della Vergine del Beato Angelico, oggi al Musée du Louvre, mentre oggi presenta un altro suo capolavoro, la Madonna con il Bambino e i santi Tommaso d'Aquino, Barnaba, Domenico e Pietro martire, già all'altare maggiore, datata, secondo i più recenti studi, al 1419-1421 circa. Originariamente in forma di trittico, fu trasformata nel 1501 in pala 'quadrata' da Lorenzo di Credi.
Fra altre opere si menziona inoltre la tavola con Savonarola e i due compagni che indicano Firenze a Cristo e alla Vergine, riferita a Zanobi Poggini.
Nella sala del Capitolo del convento sono altre due opere dell'Angelico rimaste in loco, un Crocifisso ad affresco (1430 circa) e un affresco con la Madonna col Bambino, e relativa sinopia, forse anch'esso degli anni trenta del Quattrocento.

## Opere già in San Domenico

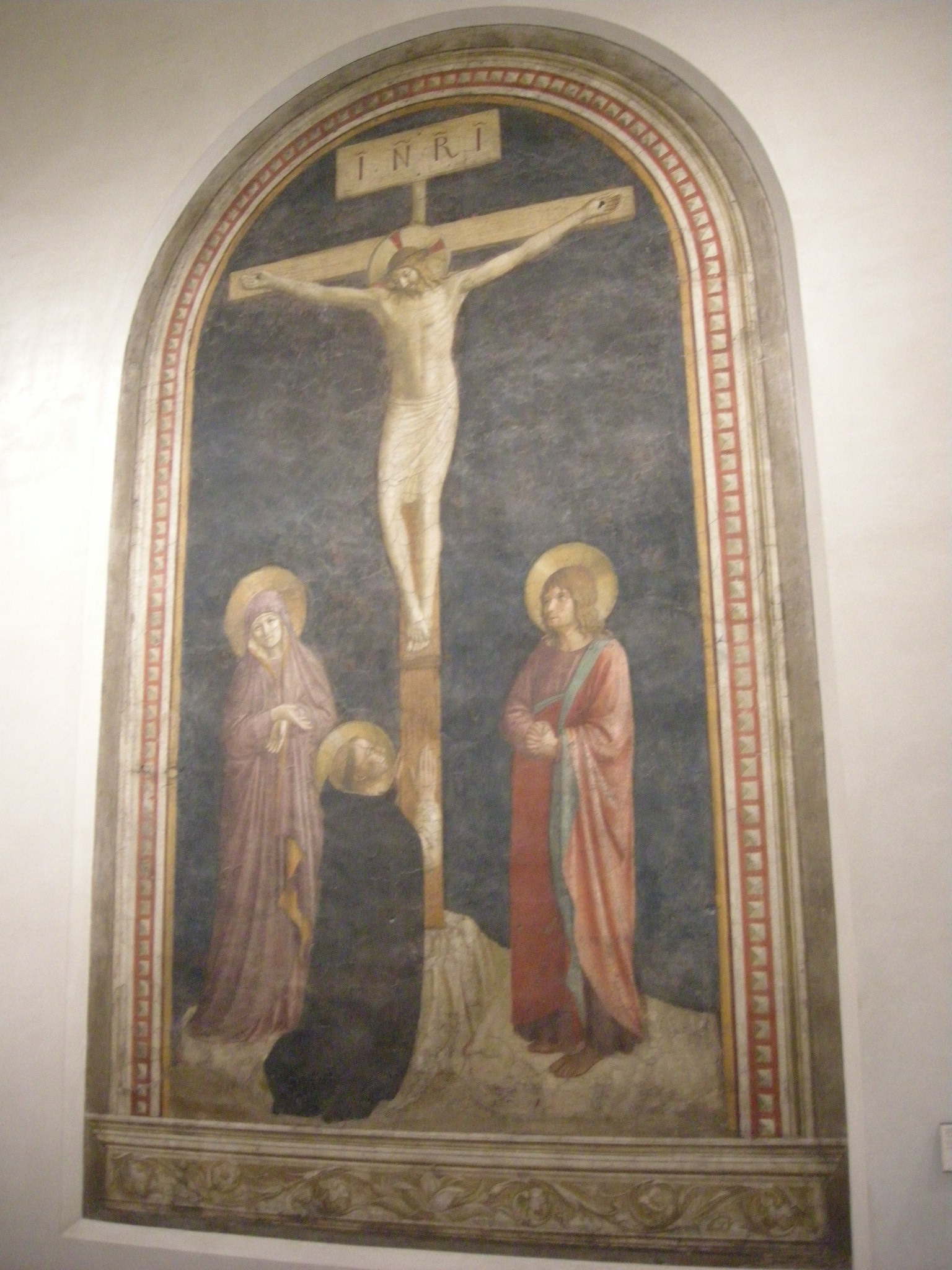
La Crocifissione con san Domenico al Louvre

- Beato Angelico, dalla Pala di Fiesole: 
  - predella in cinque scomparti sul tema della Resurrezione, con circa 300 figure e 24 domenicani sui pannelli esterni (dipinti probabilmente con l'aiuto del fratello Benedetto), oggi alla National Gallery di Londra.
  - Santi degli scomparti laterali: San Marco e San Matteo al Musée Condé de Chantilly, San Nicola e San Michele Arcangelo nella collezione Hawkins-Jones di Sheffield e altri quattro dispersi.
  - Due quadrilobi della cimasa, l'Angelo annunziante e la Vergine annunziata sono nella collezione di Vienna, un terzo è disperso.Incoronazione della Vergine, Beato Angelico, Louvre

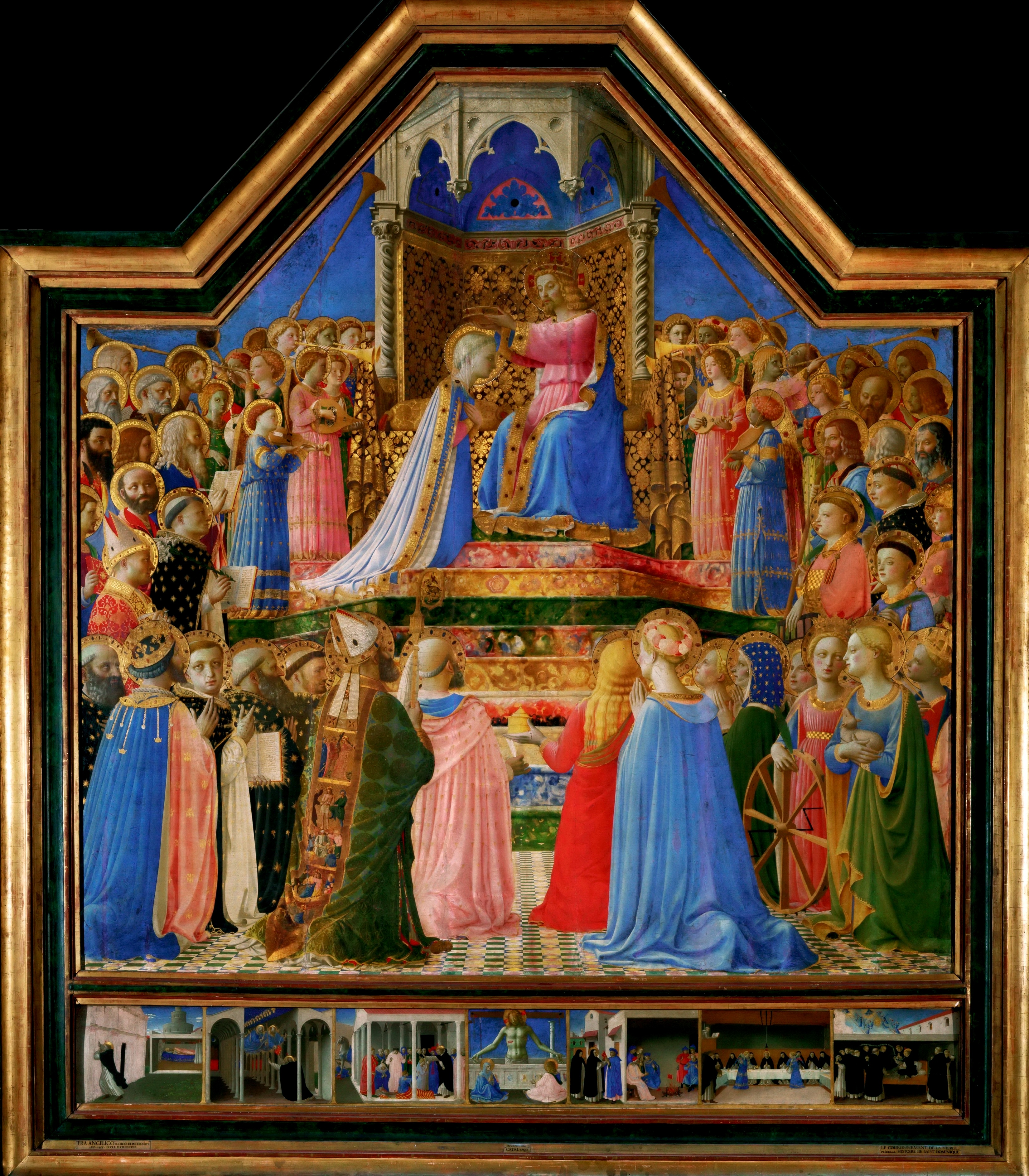
Incoronazione della Vergine, Beato Angelico, Louvre

- Beato Angelico, Crocifissione con i dolenti e san Domenico, dal refettorio, Musée du Louvre, Parigi, a seguito delle spoliazioni napoleoniche
- Beato Angelico, Annunciazione, Museo del Prado
- Beato Angelico, Incoronazione della Vergine, Musée du Louvre, Parigi, a seguito delle spoliazioni napoleoniche
- Beato Angelico, Madonna della benedizione (affresco, la cui sinopia è stata trasferita su tela e esposta nel Capitolo del Convento)
- Beato Angelico, Madonna col Bambino tra i santi Domenico e Tommaso d'Aquino, affresco, Museo dell'Ermitage, San Pietroburgo, a seguito delle spoliazioni napoleoniche
- Perugino, Madonna col Bambino in trono tra i santi Giovanni Battista e Sebastiano, alla Galleria degli Uffizi.